# 椎熊三郎
椎熊 三郎（しいくま さぶろう、1895年4月11日 - 1965年7月27日）は、日本の政治家。位階は従三位、勲等は勲一等。
衆議院議員（9期）、衆議院副議長（第39代）、衆議院議院運営委員長（第10代）などを務めた。

## 来歴・人物
北海道利尻郡鴛泊村（現・利尻富士町）に生まれ、単身で小樽市に渡る。苦学しながら1914年に小樽中学校（現・北海道小樽潮陵高等学校）を卒業後、へき地教育に携わった後に1918年に『小樽新聞』社会部記者となる。社内の賃上げ争議に加わって退職処分に遭うが、小樽商業会議所会頭だった山本厚三に認められ、秘書として迎えられる。小樽に普通選挙期成同盟を設立して幹事長となり、普選運動に邁進する。立憲民政党院外団を指導した。
山本厚三が代議士になったことを機に上京し、在京秘書のかたわら1927年に中央大学法律科を卒業。大学時代は中央大学辞達学会に所属していた。1942年の翼賛選挙に旧北海道5区から非推薦候補として立候補。この時は落選したが、1946年の第22回衆議院議員総選挙では公職追放に遭った山本の後継として、北海道政治同盟の公認候補として初当選。北海道政治同盟が日本進歩党系の地方政党だったため、当選後は進歩党に所属。1947年の第23回衆議院議員総選挙以降は旧北海道1区を選挙区とし、民主党・国民民主党・改進党・日本民主党を経て、保守合同に伴い自由民主党に属した。
政治家としての椎熊の業績としては、衆議院日米安全保障条約等特別委員会理事、自由民主党北海道支部連合会会長等の要職を歴任したことが挙げられる。
議員在職中の1965年7月27日、東京慈恵会医科大学附属病院で死去した。70歳没。同日、特旨を以て位記を追賜され、従三位に叙された。追悼演説は同年8月4日、衆議院本会議で横路節雄により行われた。

## 略歴
- 1946年 衆議院帝国憲法改正案委員会委員に就任。
- 1947年 片山内閣で逓信政務次官に就任。
- 1951年 地方公共団体の議員及び長の選挙期日等の臨時特例に関する法律案両院協議会において衆議院側の協議委員に選出。
- 1955年 第10代衆議院議院運営委員長に就任。
- 1958年 衆議院副議長に就任。
- 1965年 春の叙勲で勲一等瑞宝章受章。